# I/O (Peter Gabriel)
I/O  is een studioalbum van Peter Gabriel.

## Inleiding
I/O, staande voor input/output, werd een muziekalbum met een wel zeer lange tijd van totstandkoming. Ten tijde van de uitgifte van Us (1995) en Up (2002) had Gabriel meerdere liedjes klaar om zich voor te bereiden op de opvolger. Allerlei factoren verhinderden de uitgifte, pas in 2022 kwam er schot in het album, dat het voor het eerste sinds 2002 nieuw materiaal van de artiest bevatte. Tussendoor werkte Gabriel aan verzamelalbums, (her)bewerking van oudere liedjes, concerttournees, ondertussen tevens opgehouden door een ziekte van zijn vrouw en de coronapandemie. Vanaf januari 2023 verscheen er bij elke volle man een track van het album begeleid door een clip; het uitgangspunt was een combinatie van muziek en beeldende kunst, die het betreffende nummer dichter bij de kijker en luisteraar moest brengen. Gedurende 2023 ging Gabriel op tournee door Amerika en Europa, steeds meer liedjes van I/O uitvoerend. In december 2023 (bijna toen de tournee afgelopen was) kon het complete album uitgegeven worden. Voor wat betreft die tijdsduur werd het wel vergeleken met Chinese democracy van Guns N' Roses en Smile van The Beach Boys. Het album werd ook op langspeelplaat uitgebracht waarbij de volgorde van de tracks enigszins aangepast moest worden voor een optimale geluidskwaliteit. 

## Musici
Als basismusici maakte Gabriel gebruik van zijn band uit 1995: Peter Gabriel, gitarist David Rhodes, basgitarist Tony Levin en drummer Manu Katché met bijdragen van toetsenist/elektronicaspecialist Brian Eno, tevens muziekproducent van Road to joy. Een hele waslijst aan gastmusici werd voor dit album opgetrommeld, vaak slechts nodig voor een enkel nummer. Zo werd er ook een orkest onder leiding en arrangement van John Metcalfe als ook het koor Orphei Drängar ingeschakeld. 

## Muziek
Het fysieke album kwam met twee compact discs. Cd1 werd daarbij aangeduid als Bright-Side Mix (van Mark Stent); Cd2 werd Dark-Side Mix (van Tchad Blake)
| Nr. | Titel                | Duur  |
| --- | -------------------- | ----- |
| 1.  | Panopticum           | 5:13  |
| 2.  | The court            | 4:20  |
| 3.  | Playing for time     | 6: 17 |
| 4.  | I/O                  | 3:52  |
| 5.  | Four kinds of horses | 6:46  |
| 6.  | Road to joy          | 5:21  |
| 7.  | So much              | 4:50  |
| 8.  | Olive tree           | 5:59  |
| 9.  | Love can heal        | 5:59  |
| 10. | This is home         | 5:04  |
| 11. | And still            | 7:41  |
| 12. | Live and let live    | 6:46  |

Cd2 is net iets langer (25 seconden).

## Nasleep
Het album haalde menig notering in de Europese albumlijsten zonder echt lang of hoog genoteerd te zijn geweest. Uitschieters waren Duitsland (14 weken, plaats 2), Wallonië (14 weken, plaats 2) en Zwitserland (13 weken, plaats 2). Nederland bleef in de Album Top 100 gemiddeld (5 weken, plaats 5); Engeland gaf hetzelfde beeld (4 weken, waarvan een week op 1). 